# آتاناس پاشف
آتاناس پاشف (بلغاری: Атанас Пашев؛ زادهٔ ۲۱ نوامبر ۱۹۶۳) بازیکن فوتبال اهل بلغارستان بود.
از باشگاه‌هایی که در آن بازی کرده است می‌توان به باشگاه فوتبال بوتو پلوودیو، باشگاه فوتبال بیتار اورشلیم، و باشگاه فوتبال هبار پازارجیک اشاره کرد.
وی همچنین در تیم‌های ملی فوتبال زیر ۲۱ سال بلغارستان و بلغارستان بازی کرده است.